# Брызгалово (Вологодская область)
Брызгалово — деревня в Нюксенском районе Вологодской области.
Входит в состав Городищенского сельского поселения, с точки зрения административно-территориального деления — в Городищенский сельсовет.
Расстояние по автодороге до районного центра Нюксеницы — 48 км, до центра муниципального образования Городищны — 8 км. Ближайшие населённые пункты — Лукино, Ляменская, Слободка.
По переписи 2002 года население — 16 человек.